# Toccolus
Toccolus – rodzaj kosarzy z podrzędu Laniatores i rodziny Epedanidae. Gatunkiem typowym jest Toccolus minimus

## Systematyka
Opisano dotąd zaledwie 5 gatunki z tego rodzaju:
- Toccolus chibai Suzuki, 1976
- Toccolus globitarsis Suzuki, 1969
- Toccolus javanensis Kury, 2008
- Toccolus kuryi Zhang & Martens, 2020
- Toccolus minimus Roewer, 1927